# 5555 Wimberly
5555 Wimberly este un asteroid din centura principală de asteroizi.

## Descriere
5555 Wimberly este un asteroid din centura principală de asteroizi. A fost descoperit pe 5 noiembrie 1986 la Stația Anderson Mesa de Edward L. G. Bowell. El prezintă o orbită caracterizată de o semiaxă mare de 3,01 ua, o excentricitate de 0,11 și o înclinație de 10,1° în raport cu ecliptica.